# Luka nad Jihlavou
Luka nad Jihlavou là một chợ huyện thuộc huyện Jihlava, vùng Vysočina, Cộng hòa Séc.